# Grassobbio
Grassobbio là một đô thị ở tỉnh Bergamo trong vùng Lombardia của nước Ý, có vị trí cách khoảng 50 km về phía đông bắc của Milano và khoảng 7 km về phía đông nam của Bergamo. Tại thời điểm ngày 31 tháng 12 năm 2004, đô thị này có dân số 5.811 người và diện tích là 8,2 km².
Grassobbio giáp các đô thị: Cavernago, Orio al Serio, Seriate, Zanica.